# Раунд-Лейк (селище, Нью-Йорк)
Раунд-Лейк (англ. Round Lake) — селище (англ. village) в США, в окрузі Саратога штату Нью-Йорк. Населення — 828 осіб (2020).

## Географія
Раунд-Лейк розташований за координатами 42°56′16″ пн. ш. 73°47′44″ зх. д. / 42.93778° пн. ш. 73.79556° зх. д. (42.937669, -73.795669).  За даними Бюро перепису населення США в 2010 році селище мало площу 3,19 км², з яких 2,91 км² — суходіл та 0,28 км² — водойми.

## Демографія
Згідно з переписом 2010 року, у селищі мешкали 623 особи в 272 домогосподарствах у складі 167 родин. Густота населення становила 196 осіб/км².  Було 311 помешкання (98/км²).
Расовий склад населення:
| - 94,4 % — білих - 1,4 % — азіатів - 0,8 % — чорних або афроамериканців - 0,6 % — корінних американців - 1,0 % — осіб інших рас |

До двох чи більше рас належало 1,8 %. Частка іспаномовних становила 1,8 % від усіх жителів.
За віковим діапазоном населення розподілялося таким чином: 20,4 % — особи молодші 18 років, 66,1 % — особи у віці 18—64 років, 13,5 % — особи у віці 65 років та старші. Медіана віку мешканця становила 45,1 року. На 100 осіб жіночої статі у селищі припадало 89,4 чоловіків;  на 100 жінок у віці від 18 років та старших — 87,2 чоловіків також старших 18 років.
Середній дохід на одне домашнє господарство  становив 83 663 долари США (медіана — 77 813), а середній дохід на одну сім'ю — 98 998 доларів (медіана — 86 250). За межею бідності перебувало 4,6 % осіб, у тому числі 0,0 % дітей у віці до 18 років та 0,0 % осіб у віці 65 років та старших.
Цивільне працевлаштоване населення становило 390 осіб. Основні галузі зайнятості: освіта, охорона здоров'я та соціальна допомога — 22,1 %, науковці, спеціалісти, менеджери — 19,2 %, виробництво — 13,1 %, фінанси, страхування та нерухомість — 7,9 %.